# Snowbound
Snowbound (Brasil: Em Busca de uma Herança ) é um filme mudo de comédia norte-americano de 1927, produzido e lançado pela Tiffany Pictures, e dirigido por Phil Goldstone. É estrelado por Robert Agnew, Betty Blythe e Harold Goodwin.
Está preservado na Biblioteca do Congresso.

## Elenco
- Betty Blythe - Julia Barry
- Lillian Rich - Alice Blake
- Robert Agnew - Robert Foley
- George Fawcett - Tio Tim Foley
- Martha Mattox - Tia Amelia Foley
- Harold Goodwin - Joe Baird
- Guinn "Big Boy" Williams - Bull Morgan
- Pat Harmon - Sr. Parker
- William A. Carroll - Juiz Watkins
- Dorothea Wolbert - Empregada doméstica